# Porta Maggiore

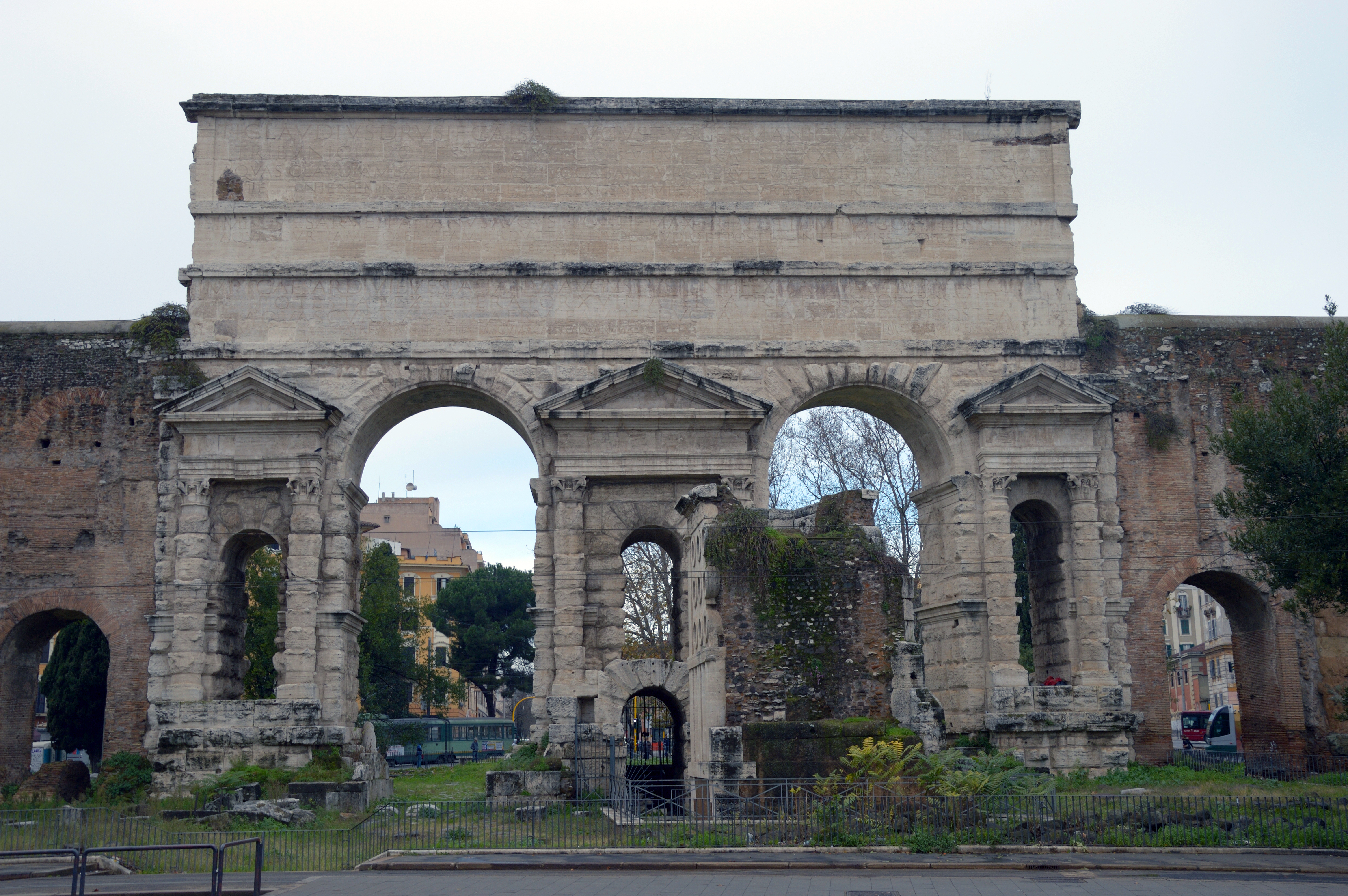
Exterior de la Porta Maggiore.

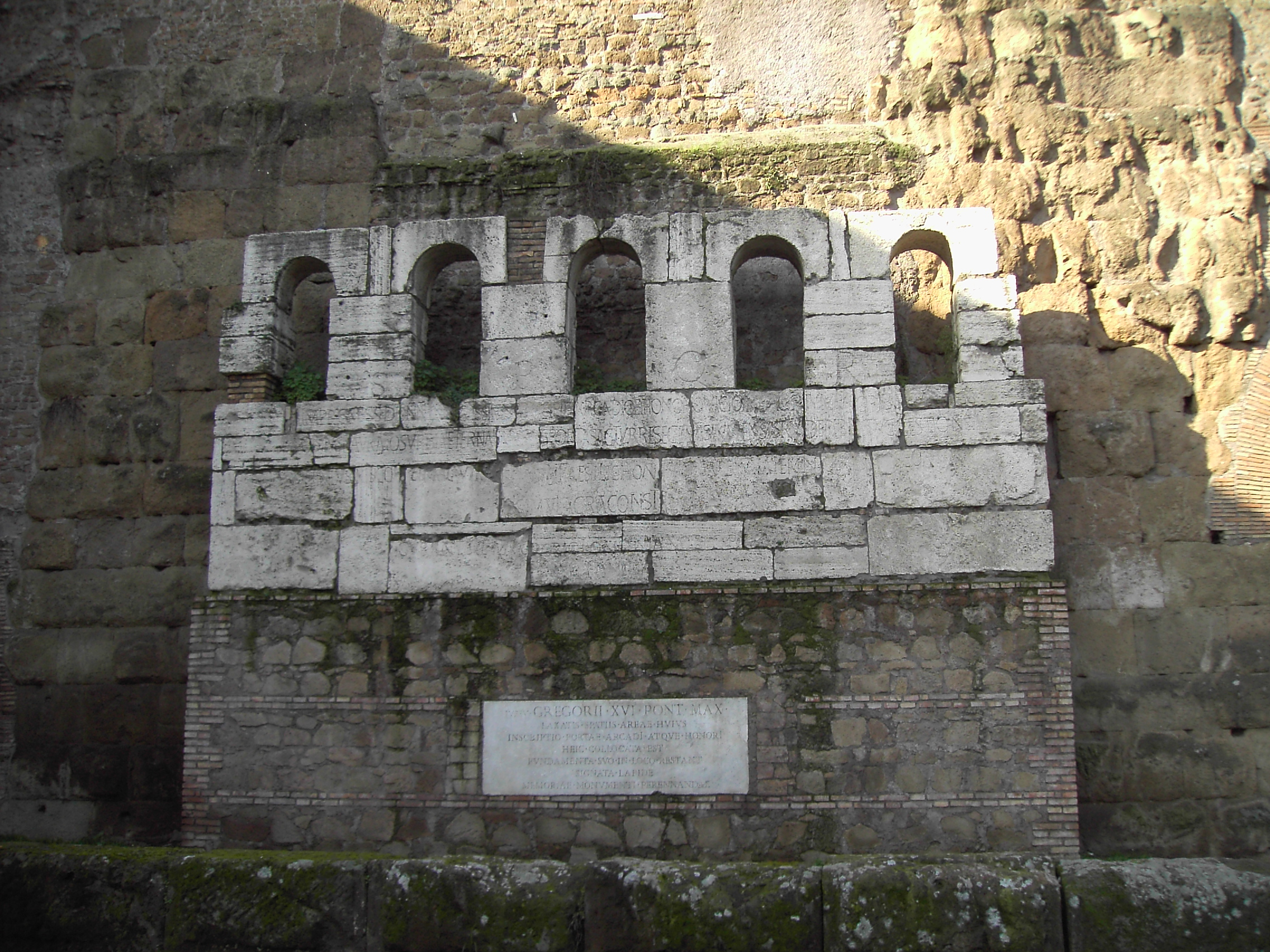
Los restos de la puerta de Honorio.

La Porta Maggiore ("Puerta Mayor"), o Porta Prenestina, es una de las puertas orientales pertenecientes a la antigua pero bien conservada Muralla Aureliana de Roma del siglo III.
Por la puerta pasaban dos calzadas antiguas: la Via Praenestina y la Vía Labicana. La Via Prenestina era el camino oriental hacia el pueblo de Praeneste (la moderna Palestrina). La Vía Labicana (actualmente llamada Via Casilina) se dirige hacia el sudeste de la ciudad.

## Historia
La puerta original fue construida en el año 52 por el emperador Claudio, siglos antes que la muralla, y estaba formada por arcos en medio de dos acueductos, el Aqua Claudia y el Anio Novus. Porta Maggiore se construyó como un monumental arco doble de travertino blanco, y contiene inscripciones que elogian a los emperadores Claudio, Vespasiano y Tito por su trabajo en los acueductos. Originariamente se la conocía como Porta Prenestina.
El emperador Aureliano convirtió a la puerta en parte de la Muralla Aureliana en 271. Luego se la modificó aún más cuando el emperador Honorio expandió las murallas en 405. Aún pueden verse los cimientos de un cuartel de la guardia que fueron agregados por Honorio, mientras que la parte superior de la puerta, tal como fue construida por Honorio, fue trasladada al costado izquierdo de la Porta.
Cerca de la puerta, justo fuera de la muralla, se encuentra la Tumba del Panadero, construida por Marco Virgilio Eurysaces.

## Inscripciones en el ático de la puerta
En el ático siguen siendo visibles tres inscripciones (repetidas en ambos lados de la puerta). La superior se refiere al  'Anio Novus y al emperador Claudio por la construcción de la puerta:
([En el año 52] el emperador Tiberio Claudio César Augusto Germánico tuvo las aguas de la Claudia y las trajo de los manantiales llamados Caeruleus y Curtius milliario 45, y como el Anio Novus del millario 62, ambos de sus recursos.)